# Benedikt von Ahlefeldt (Haselau)
Benedikt (Bendix) von Ahlefeldt († 1698) war Herr auf Haseldorf, Haselau und Träger des Danebrog-Orden.

## Leben
Benedikt von Ahlefeldt war der älteste Sohn von Detlev von Ahlefeldt und besaß die Güter Haselau und Haseldorf und erhielt durch Heirat die sächsischen Güter Gamich und Meischau. Bis 1678 war er Kammerherr und Geheimer Hof- und Justizrat in Kursächsischem Dienst. 1678 trat er in den fürstlich Gottorpischen Dienst ein und wurde Landrat und Amtmann von Reinbek und Tondern (1692–1698). Er war Ritter des Danebrog-Ordens. Seine erste Frau, die er am 21. Juli 1674 im Schloss Haselau heiratete, war Johanna Magdalena von Hanau, Besitzerin der Güter Gamich und Meischau und die Tochter des August von Hanau und der Maria Brandin von Lindau. Sie starb am 15. Mai 1675 nach der Geburt ihres ersten Kindes. Nach dem Tod seiner ersten Frau heiratete Benedikt von Ahlefeldt Maria Elisabeth von Moltke, die Tochter von Claus Levin von Moltke auf Warleberg und der Adelheid von Buchwald. Sie starb 1722 als Mutter von sieben Kindern, unter ihnen war auch Christian Albrecht von Ahlefeldt.